# Яблунька (журнал)
«Яблунька» — український пізнавально-ігровий дитячий журнал для читачів віком від 3 до 10 років, один з найпопулярніших.

## Опис
Видається з 1996 року. Засновники: Т. П. Колодницька, Т. М. Донцова. Головний редактор і художник Тамара Колодницька.
Періодичність — раз на два місяці.
Журнал пропонує різноманітний контент, зокрема розповіді про таємниці природи, походження тварин і рослин, казки, легенди, нескладні рецепти на «Веселій кухні», фото та листи від маленьких дописувачів. У журналі друкуються конкурси та вікторини з подарунками для родини та бібліотек, смішинки-веселинки, розфарбовки, іграшки-саморобки.
Спочатку журнал друкувався у видавництві КП «Редакція журналу „Дім, сад, город“».

## Рубрики
- Забави для кмітливих і допитливих
- Дивовижний світ тварин
- Весела кухня
- Ми вчимо англійську
- Вікторина «Дивосвіт»
- Фотоконкурс «Яблунька»